# Ariane Bilheran
Ariane Bilheran (Saint-Denis, 30 dicembre 1978) è una psicologa e scrittrice francese.
Ariane Bilheran è autore di libri e articoli su molestie, manipolazione mentale e psicologia del potere.

## Biografia
Laureata all’Ecole Normale Supérieure di Parigi (ULM), ha studiato lettere classiche, filosofia e psicologia clinica.
In letteratura ha studiato l’opera di Gustave Flaubert e la narrazione storica. In filosofia morale e politica ha studiato in modo approfondito la questione della malattia della civiltà nell’opera di Nietzsche ed ottenuto un Master alla Sorbona.
Ha ottenuto un dottorato all’Università Lyon II in psicologia e psicopatologia clinica sulla tematica della relazione al tempo vissuto nella psicosi.
È stata insegnante all’Università di Aix-Marseille I e di Aix-Marseille III. Per più di dieci anni è intervenuta in aziende per condurre delle investigazioni, e fare degli audit sui rischi psicosociali e il mobbing.
Viene spesso intervistata sulle problematiche relative allo stalking (o insieme di violenze vessatorie reiterate nel corso del tempo).
Formatrice e consulente al livello internazionale, viene spesso sollecitata per degli interventi in qualità di relatrice in varie conferenze in Francia, Svizzera, Canada, Maghreb, e Sud America.
È stata nominata al Who’s who in the World ogni anno dal 2010, e al Who’s Who Science & Engineering dal 2011 per via del riconoscimento dei suoi lavori sullo stalking.
Con radici provenienti dalla Corsica dal lato della sua madre, troviamo nei suoi antenati l’Abbé François Girolami-Cortona, autore, Andrée Girolami-Boulinier, la sua nonna, autrice di numerosi libri diventati dei classici nel campo della logopedia, e Jean-Claude Bilheran, il suo padre, scrittore.

## Studi
I suoi studi portano sulla psicologia del potere individuale e collettivo, sugli abusi di potere (stalking, violenze, arbitrario) e le loro conseguenze (trauma psicologico…), ma anche sulle marginalità fecondi creatrici di contro-potere e di resistenza agli abusi (senso della giustizia, autonomia, libertà, sicurezza interiore e dinamismo inconscio delle determinazioni).
Interroga il potere giusto (l’autorità), il potere ingiusto (lo stalking), il male della nostra società moderna, e la crisi contemporanea del senso in Occidente.
È specializzata nelle tematiche dello stalking, della manipolazione, della paranoia, dell’autorità, dell’etica, della sicurezza interiore, e del recupero del potere personale.
Sulla tematica dello stalking, le sue ricerche hanno aperto delle vie per analizzare il gruppo nel quale si adopera lo stalking, i vari modi di corruzione psichici che invitano a sottomettersi o a collaborare, la decrittazione sottile delle strategie mirando a condurre l’individuo alla sua autodistruzione, la dimensione sistemica e universale dello stalking, che opera sempre con lo stesso schema, qualsiasi sia il contesto.
Ariane Bilheran ha insistito sul fatto che lo stalking non si può ridurre alla sola problematica semplicistica del solo “narcisista perverso”, ma che implica un gruppo, una società, delle modalità di esercizio del potere, e di vari tipi di patologie. Per lei, la paranoia è la patologia madre dello stalking, la perversione essendone solo uno strumento esecutivo.
Ariane Bilheran oppone stalking e autorità nelle modalità di esercitazioni del potere, lo stalking potendo sorgere solo in un contesto dove non interviene più l’autorità.
Studia in che cosa lo stalking è il “capo lavoro” della psicosi paranoica, studia i collegamenti tra paranoia e totalitarismo, e i processi del contagio delirante nei gruppi, nelle istituzioni e negli stati. Propone una diagnosi differenziale tra la perversione e la paranoia.
Inversamente, un gruppo costituito nel quale il potere si regola con l’autorità, non può generare dello stalking.
Nell’ottobre 2017, in occasione della separazione in Italia di una coppia con figli piccoli, vengono per la prima volta tradotti in italiano due dei suoi articoli. : “A proposito delle relazioni fra un genitore paranoico e i suoi figli” e “Sulle relazioni tra genitori durante la separazione/divorzio, nel caso in cui uno dei due genitori è paranoico”:
Troviamo in questi due testi la sintesi dei pericoli che corrono un ex coniuge e i figli di un genitore paranoico attraverso l’analisi dell’impatto della paranoia sull’entourage, la giustizia e i figli e gli errori spesso commessi dalla giustizia nel credere ad un conflitto parentale mentre si tratta di un'aggressione di un genitore sull’altro (attraverso lo stalking di cui lo stalking giuridico, una delle sue componenti).

“Nei vari profili (che) esistono nell’ambito della psicosi paranoica”, Ariane Bilheran mette in guardia contro il “profilo rivendicativo”, e lo specifica:

Insiste sulla complessità della situazione in caso di separazione:

La tematica dello stalking è ricorrente e parla di “stalking sistematico da parte del ex coniuge” sotto tutte le sue forme:

Ricorda che “Il delirio paranoico è molto difficile da rilevare per causa della sua apparente normalità e della sua dimensione “ragionante”, ma rimane molto pericoloso per i figli che ci sono esposti”. Conclude sulla pericolosità della situazione: 
I suoi lavori si riferiscono regolarmente ai filosofi della Grecia antica, rivendicandosi di uno “spirito greco”.
Ha scritto delle prefazioni di libri di Henri Bergson, dei testi per bambini e dei romanzi.
Nel 2017, si schiera con grande corraggio e in modo molto esplicito contri I testi internazionali che riguardano i “diritti sessuali” e “l’educazione sessuale” dei bambini. Cfr l’articolo “A l’origine des concepts de “droits sexuels et “d’éducation sexuelle””.
Nel suo libro “L’impostura dei diritti sessuali” (“L’imposture des droits sexuels, novembre 2017”), spiega come questi supposti diritti non sono altro che un’impresa che espone i bambini in modo sconsiderato. Lo fa attraverso uno studio letterale e approfondito dei testi disponibili. Sfrutta il suo background letterario per scovare tutte le manipolazioni del linguaggio.

## Opere

### Libri
- 20 Dissertations, L'animal et l'homme, Paris, Bréal, 2004 (coll.).
- 20 Dissertations, La recherche du bonheur, Paris, H&K-Vuibert, 2005 (coll.).
- La Maladie, critère des valeurs chez Nietzsche, Paris, l’Harmattan, 2005.
- Le Harcèlement moral, Paris, Armand Colin, 2006.
- Le Délire, Paris, Armand Colin, 2007 (en collaboration avec Sophie Barthélemy).
- L’Autorité, Paris, Armand Colin, 2009.
- Harcèlement. Famille, Institution, Entreprise, Armand Colin, 2009.
- Le temps vécu dans la psychose, Approche phénoménologique et psychanalytique du temps dans le délire psychotique, Sarrebruck, Éditions universitaires européennes, 2010.
- Préface de Violences en milieu de travail. Etude sur le secteur de la santé, de Hamid Hachelafi, Oran, Dar El Gharb, 2010.
- Tous des harcelés ? Paris, Armand Colin, 2010.
- Harcèlement en entreprise ; Comprendre, Prévenir, Agir, Paris, Armand Colin, 2010 (en collaboration avec Gilles Bouyssou).
- Le Suicide en entreprise, Paris, éd. du Palio, Sémiode éditions, 2010.
- La Légende du Roi Arthur, Paris, Larousse, 2010.
- Êtes-vous fort en psychologie ?, Paris, Larousse, 2011 (en collaboration avec Amandine Lafargue).
- Risques psychosociaux en entreprise, Paris, Armand Colin, 2011 (en collaboration avec Patrice Adam).
- Préface de L'Énergie spirituelle de Henri Bergson, Paris, Payot, 2012.
- Manipulation. La repérer, s'en protéger, Paris, Armand Colin, 2013.
- Psychopathologie de la pédophilie, Paris, Armand Colin, 2013 (en collaboration avec Amandine Lafargue).
- Se sentir en sécurité, Paris, Payot, 2013 .
- Soyez solaire ! Et libérez-vous des personnalités toxiques, Paris, Payot, 2015.
- L'autorité. Psychologie & Psychopathologie, Paris, Armand Colin, 2016.
- Psychopathologie de la paranoïa, Paris, Armand Colin, 2016.
- Les égarés de Saint-Antoine, ou la chute des Girolami-Cortona (tome 1 des Girolami-Cortona), autoédition Amazon, 2017.
- L'imposture des droits sexuels, ou la loi du pédophile au service du totalitarisme mondial, autoédition Amazon, 2017.
- Harcèlement. Psychologie & Psychopathologie, autoédition Amazon, 2017, 1ère édition.
- La Louisette : un destin de sorcière, autoédition Amazon, 2017.
- Harcèlement. Psychologie & Psychopathologie, autoédition Amazon, 2017, 2ème édition.
- Miscellanea I, Rétrospective 2007-2009, autoédition Amazon, 2017.
- Miscellanea II, Rétrospective 2010-2012, autoédition Amazon, 2017.
- Miscellanea III, Rétrospective 2013-2016, autoédition Amazon, 2017.
- Hiéronymos (tome 2 des Girolami-Cortona), autoédition Amazon, 2017.
- Se sentir en sécurité, Paris, Payot, 2018, 2ème édition en livre de poche.

### Opere collettive
- Bihleran A., Martin V.S e Poupard G. Manuel pratique d'hypnothérapie - Démarche, méthodes et techniques d'intervention, autoédition Amazon, 2018.
- Bilheran A. (coll.) 2016. « Eléments de repérage des personnalités perverses et paranoïaques », in Danger en protection de l'enfance. Dénis et instrumentalisations perverses, collectif dirigé par Hélène Romano et Eugénie Izard, Paris, Dunod.
- Bilheran A. (coll.) 2015. Fiche « Les risques psychosociaux » et Fiche « Rapport au pouvoir et à l'autorité », in Les fiches outils du coaching : 110 fiches opérationnelles, 35 cas pratiques, Paris, Eyrolles.
- Bilheran A. (coll.) 2015. Manuel pratique d'hypnothérapie : démarches, méthodes et techniques d'intervention, Paris, Armand Colin.
- Bilheran A. (coll.) 2010. « Comprendre les troubles psychosociaux par l’approche organisationnelle », in La Souffrance au travail, Paris, Armand Colin.
- Bilheran A. (coll.) 2008. « Mémoire et traumas dans l’identité psychotique », in La Mémoire, outil et objet de connaissance, Paris, Aux Forges de Vulcain.
- Bilheran A. (coll.) 2008. « Il est bizarre… Quand psychose et cancer s’emmêlent », in Les Souffrances psychologiques des malades du cancer, Paris, Springer.